# Meridian (condado de Logan, Oklahoma)
Meridian es un pueblo ubicado en el condado de Logan en el estado estadounidense de Oklahoma. En el año 2010 tenía una población de 	38 habitantes y una densidad poblacional de 76 personas por km².

## Geografía
Meridian se encuentra ubicado en las coordenadas 35°50′37″N 97°14′48″O / 35.84361, -97.24667 (35.843545, -97.246625). Según la Oficina del Censo de los Estados Unidos, Meridian tiene una superficie total de 0,2 mi² (0,5 km²), de la cual 0,2 mi² (0,5 km²) corresponden a tierra firme y 0 mi² (0 km²) es agua.

## Demografía
Según la Oficina del Censo en 2000 los ingresos medios por hogar en la localidad eran de $25,500 y los ingresos medios por familia eran $26,000. Los hombres tenían unos ingresos medios de $29,167 frente a los $25,893 para las mujeres. La renta per cápita para la localidad era de $9,056. Alrededor del 25.9% de la población estaban por debajo del umbral de pobreza.